# Половці
По́ловці або кумани — середньовічний кочовий тюркський народ з Центральної Азії, що становив західну гілку кумансько-кипчацької конфедерації (Половецьке поле), який розмовляв куманською мовою. У XI—XIV століттях населяли Євразійський степ від Дунаю до Іртиша, відомий як Дешт-і-Кипчак. У XI столітті опанували українські степи (Північне Причорномор'я), витіснивши на околиці печенігів, хозарів, ясів. У ХІ—XIII ст. перебували у тісних воєнно-політичних, культурних і торговельних контактах з Руссю, Візантією, Грузією, Аланією, Угорщиною, Болгарією, Волзькою Булгарією. У 1236—1240-х роках підкорені Монгольською імперією, увійшли до складу Золотої Орди. Частина відкочувала до Візантії, Болгарії, Волощини, Угорщини, Кавказу, Русі. Суттєво вплинули на політику, військо, культуру, мистецтво сусідніх держав та народів. Говорили половецькою мовою, що в XIII—XIV ст. була мовою міжнаціонального спілкування на теренах Золотої Орди. Стали основним елементом етногенезу степових кипчацьких народів — кримських татар, волзьких татар, казахів, кумиків, караїмів, ногайців та інших. Також взяли участь у генезі українців, угорців, молдован, румунів, росіян, народів Північного Кавказу, Криму, Поволжя та Середньої Азії. Найдовше половецьку ідентичність зберігали до XVIII ст. мешканці Куманської автономії в Угорщині. Інші назви — кипчаки, кумани.

## Назви

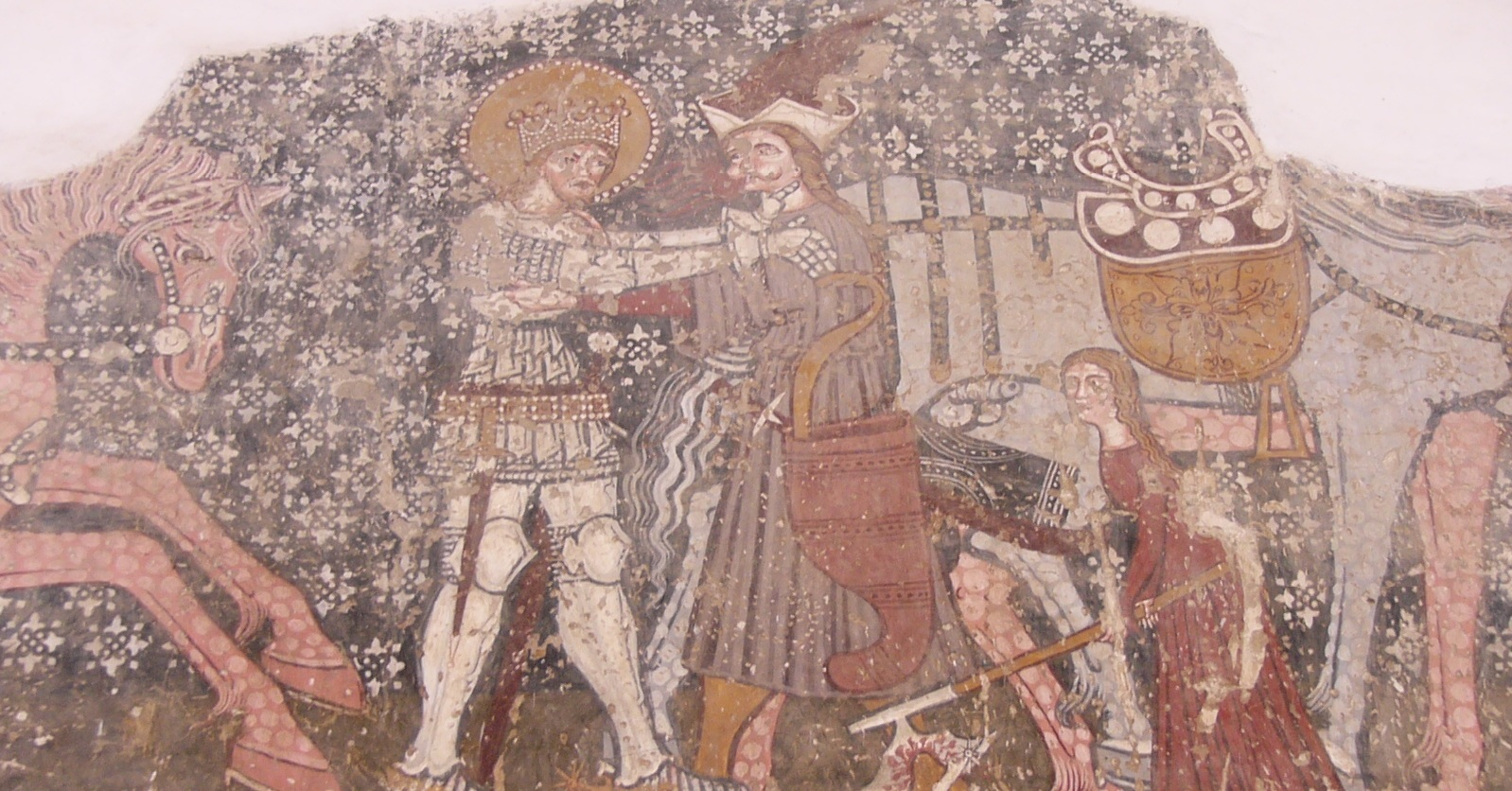
Угорський король Владислав I Святий бореться з половецьким богатирем

- Кипчаки (араб. قفجاق, латиніз. Qifjāq; перс. قبچاق, Qabčāq/Qabcâq; груз. ყივჩაყები, Qivçaqebi; тур. Kıpçak; крим. Qıpçaq; уйг. قىپچاق, Qipchaq/ Қипчақ) — самоназва; вперше згадується в тюркських рунічних написах 1-ї половини VIII ст[1]. Зустрічається переважно у східних джерелах[1]. Китайський переклад цієї назви — ціньча (кит.: 欽察, qīnchá; 欽叉, qīnchā), або ціча (кит.: 乞察, qǐchá) згадується в «Історії Юань» та «Таємній історії монголів»; інші китайські переклади — кефуча (кит.: 可弗叉, kěfúchā; зустрічається в «Записах подорожі на Захід», 西遊録, ХІІІ ст.) та кебішао (кит.: 克鼻稍 , kèbíshāo; в «Короткому описі чорних татар», 1237).
- Кумани, комани (лат. Cumani, Comani,[3]:30-31 грец. Kο[υ]μάνοι[4]) — грецька, латинська, угорська назва. Зустрічається переважно у західноєвропейських і візантійських джерелах[1].
  - Куни (Kun, Kunok) — угорська назва.
- Половці — руська і польська назва; зустрічається у «Повісті временних літ», Київському літописі, Галицько-Волинському літописі тощо; руських грамотах, літературних творах («Слово о полку Ігоревім»). У документах вперше засвідчена під 1055 роком. У літературі термін «половці» часто застосовують лише до тієї частини народу, яка була відома руським авторам і займала територію на захід від Волги[1].
  - Палліді (лат. Pallidi) — середньовічна латинська назва[2].
- Фальвен (нім. Valwen) — німецька тогочасна назва[2].

### Етимологія
Назва половці утворена від д.-рус. половъ («половий»), і очевидно, являє собою кальку етноніма Kuman (буквально «половий», «блідо-жовтий», що стосувалося кольору волосся половців). Рання етимологічна версія пов'язувала «половці» з «поле».
Назву кумани виводять з тюркських коренів qu, qun, qūn, quman, qoman («половий», «блідо-жовтий»), але мотив знаходить неоднозначне пояснення. Найпоширеніша версія пов'язує назву з кольором волосся (тобто «біляві»), але тюрколог Імре Баскі припускає й можливість йменування «жовтими» за поширеною мастю коней. Окрім того, він пропонує інші етимологічні гіпотези: від тюрк. quman («глек», «куманець»), або від слова зі значенням «сила», «міць».
Походження самоназви половців кипчаки неясне. Польський історик Томаш Камуселла виводить її з іранських слів «кип» («рудий», «білявий») і «чак» («скіф»), інші пов'язують її з тюркським коренем qïv («щастя»). У сучасній татарській мові көпчәк означає «колесо». На думку історика Омеляна Пріцака, кипчак означає «половий», «мешканець полового (піщаного) степу», «степовик», відповідно руська калька половець має те ж саме значення. Не цілком з'ясовані і співвідношення між етнонімами кумани і кипчаки: це могли бути назви того ж народу чи двох різних народів-сусідів.

## Історія

### Прихід в українські степи

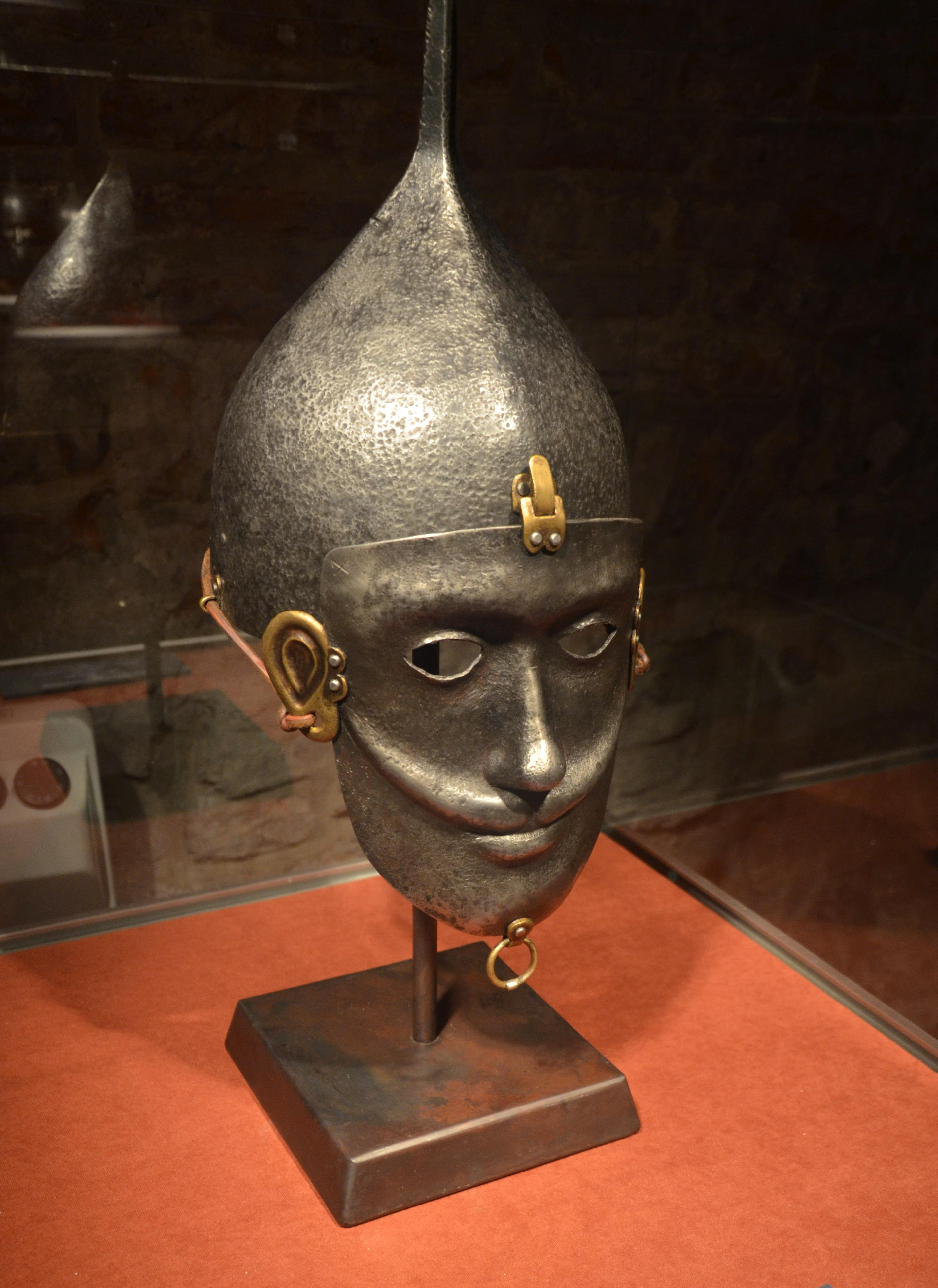
Половецький шолом з личиною

Частина східних тюрків, розбитих уйграми в 744 році, поселилася в степу (Північно-Східний Казахстан, верхів'я Іртиша) між двома важливими торгово-політичними центрами: Волзькою Булгарією та Баласагуном над озером Іссик-Куль (столицею Караханідської держави). Ці тюрки (кипчаки) були сусідами протомонголів кімеків (Кімекського каганату), яких називали куман → кун. У 2-й половині IX століття кімеки прикочували з південної Маньчжурії до річки Іртиш під тиском протомонгольських племен киданів (китаїв) у північному Китаї, й включили кипчаків до своєї політичної організації як «праве» крило.
1031 року тибетські тангути розбили уйгурську Ганьсуську державу в Західному Китаї, правляча верхівка якої втекла на захід. Провідниками втікачів був протомонгольський рід Кай, колишні сусіди кімеків у Маньчжурії. 1040 року, після невдалих спроб здобути Караханідську державу, Кай рушили у степ, спричинивши ланцюгову міграцію кочових народів на захід: Кай натиснули на кімеків, вони — на кипчаків, ті — на торків, а останні на печенігів в українському степу (1050).
Поки торки встигли розглянутися на новій території — вже у 1055 році там з'явилися кипчаки (половці), які 1043 року прийняли іслам, щоб забезпечити собі симпатії ісламського світу; вони перемогли торків і стали панами печенізько-хозарського степу, що відтоді називався Дешт-і Кипчак, тобто «Поле Половецьке».
Ім'я тюркського панівного роду половців невідоме; пізніше, після їх переходу на службу до Грузії (1118 р.) цей рід став зватися Тертер-оба.
На початку 11 ст. з'явились над Волгою.

### Русь

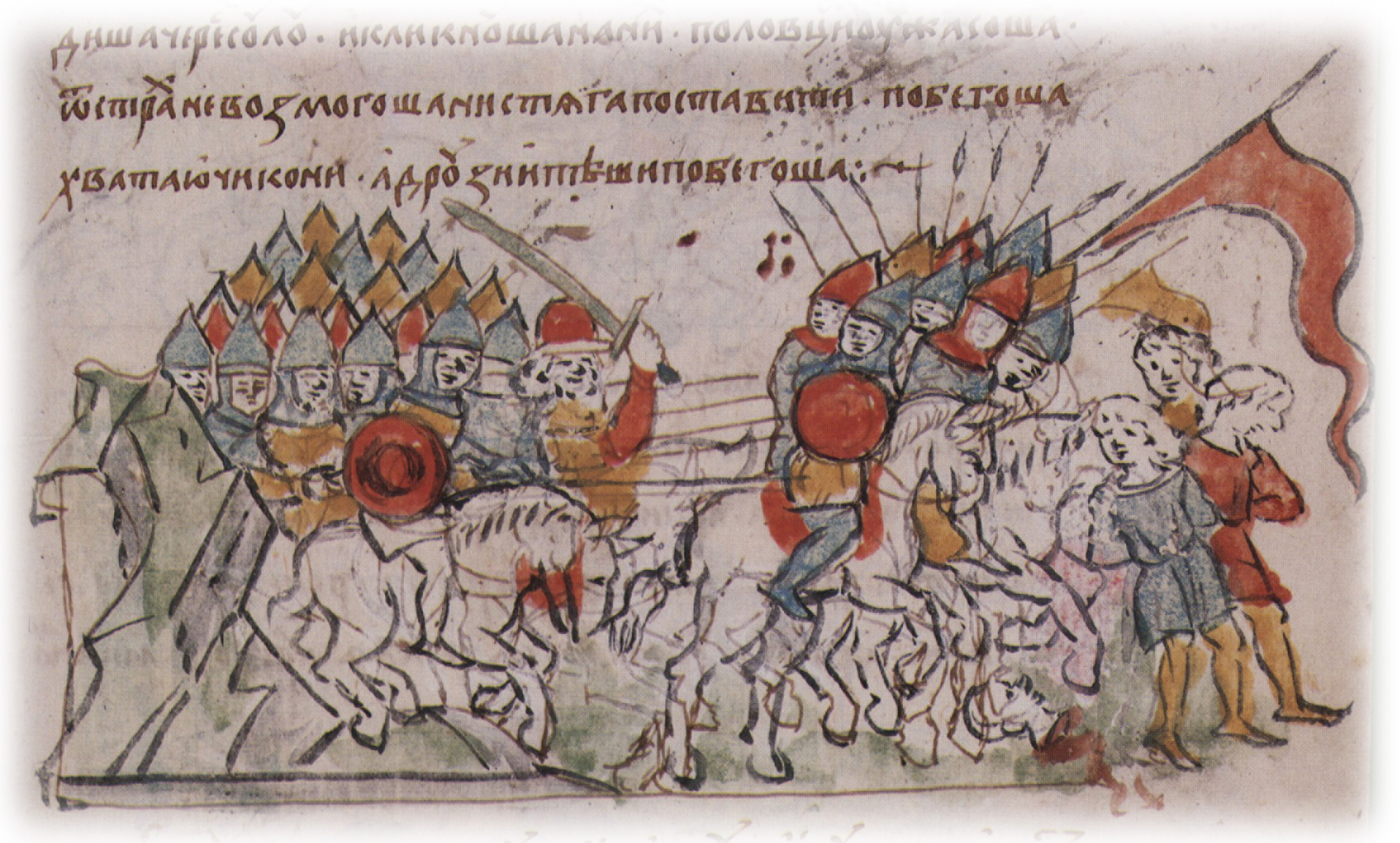
Битва при Сальниці (1111, Радзивілівський літопис)

У другій половині XI ст. Руська держава не чинила великих походів углиб Степу, хоча й успішно відбивала набіги зберігаючи свої південні кордони. Цей псевдопацифізм склався через тактику кочових степовиків — за першого натяку на небезпеку вони хутко втікали: вежі на колесах відходили, стада відгонялися при найперших же тривожних звістках про наміри русинів вийти в похід. Лише на початку XII ст. склалися не лише необхідні умови для боротьби з половцями (зацікавленість у цьому руських князів), а й достатні умови. На той час Степ вже було поділено на окремі кочів'я, а вежі з коліс перебазувалися на землю — з'явилися більш-менш постійні зимівники і літники, постійні кочові маршрути. Перейшовши до відносної осілості, половці нарешті стали вразливими для сусідів.
Історію русько-половецьких контактів відкрив хан Блуш, який 1055 року з'явився на рубежах Переяславського князівства. Із 1060-х років літописи фіксують постійні напади кочовиків на Русь. Першим був наїзд хана Сокала 1061 року. 1068 року половці перемогли Ярославичів у битві на річці Альта, проте того ж року чернігівський князь Святослав Ярославич розбив кочовиків у битві на річці Снов. Починаючи з 1070-х років деякі руські князі стали залучати половців до спільних походів на Угорщину й Польщу, а також на землі князів-суперників, а від 1090-х років — заходилися одружуватися із доньками половецьких ханів.
1090-ті роки позначилися масштабним наступом половців на Русь, приводом для якого стали дії київського князя Святополка Ізяславича. 1093 року степовики під проводом ханів Тугоркана та Боняка розбили русинів у битвах на Стугні і на Желяні, та здобули Торчеськ. 1096 року в битві на Трубежі загинув Тугоркан, але тоді ж Боняк напав на Київ і розорив його околиці. Спільними зусиллями руські князі переломили хід війни і перейшли у наступ. На початку ХІІ ст. їхній союз на чолі з київським князем Святополком Ізяславичем та переяславським князем Володимиром Мономахом здійснив ряд переможних походів углиб степів, до Сіверського Дінця (найвідоміші — 1103, 1107, 1111). Спроби половців напасти на Русь після смерті Святополка Ізяславича (1113) і Володимира Мономаха (1125) були безуспішними. Відтоді аж до 1160-х років вони не здійснювали самостійних походів на Русь, а лише брали участь у князівських міжусобицях.

Київський і колишній чернігівський князь Ізяслав Давидович кликав чернігівського й колишнього сіверського князя Святослава Ольговича 1159 року на допомогу проти волинського князя Мстислава Ізяславича і галицького князя Ярослава Осмомисла. Після погроз брата за відмову приєднатися Святослав Ольгович відповів: 
«Господи, ти бачиш моє смирення, скільки я поступався своїм, не бажаючи лити крові християнської, губити своєї вітчини; взяв я місто Чернігів з сімома іншими містами, та й то порожніми: живуть в них псарі та половці». 
Це відображає спустошення щонайменше руської землі лівобережної Наддніпрянщини й заселення її половцями. Серед семи спустілих міст в Чернігівській землі заселених половцями присутнє одне з найстаріших і найбагатших міст Подніпров'я — Любеч.
З кінця 1160-х років половці відновили походи на Русь; у 1170-х роках їх найчастіше очолювали хани Кобяк та Кончак. Виправи руських князів у відповідь були неефективні. Лише 1183 року військо київських князів Святослава Всеволодича і Рюрика Ростиславича розбило сили Кобяка в битві на річці Орель. Самостійний похід новгород-сіверського князя Ігоря Святославича 1185 року, оспіваний у «Слові о полку Ігоревім», завершився нищівною поразкою, після чого хани Кончак і Гзак розорили Переяславщину і Посем'я. У 1190-х роках інтенсивність половецьких набігів зменшилася, натомість руські князі здійснювали рейди на кочів'я степовиків.

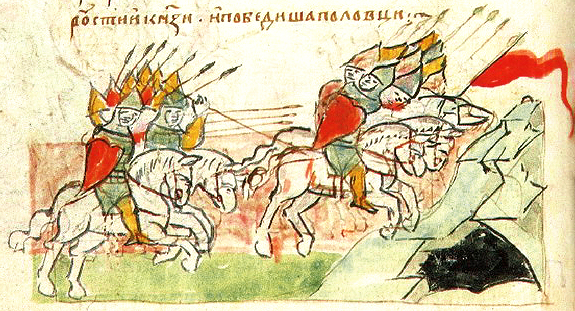
Битва на Альті (1068)
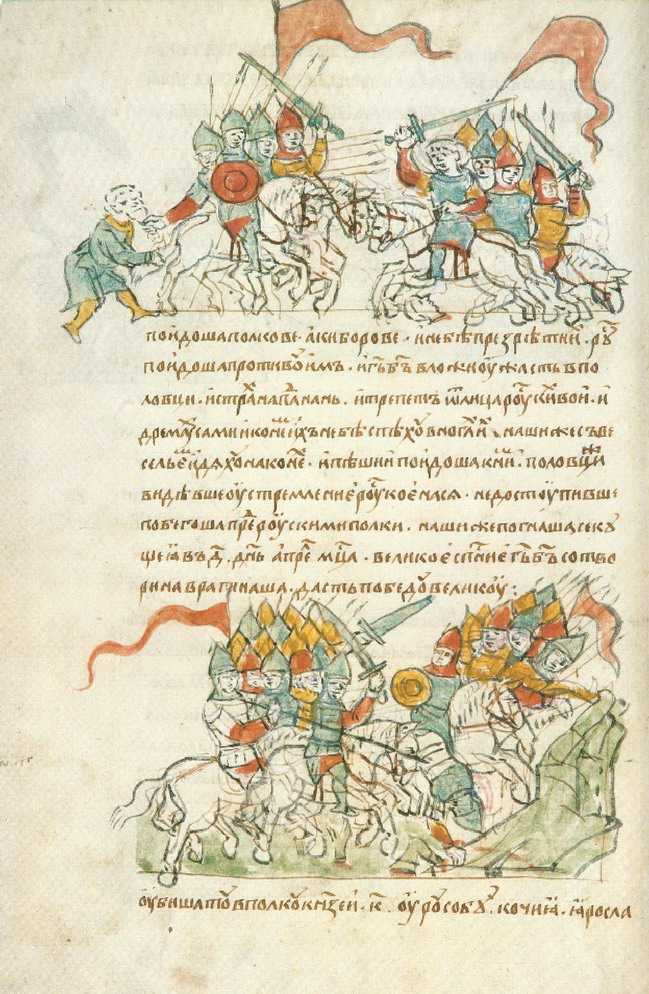
Бій русинів з половцями
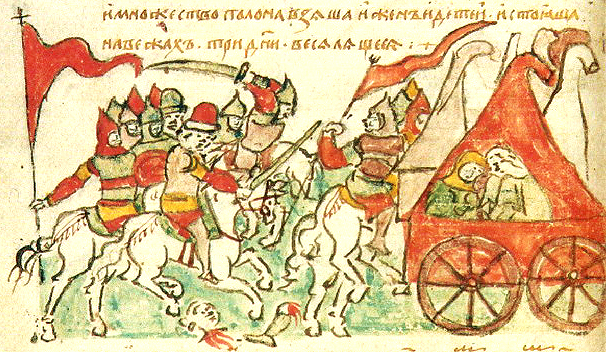
Напад русинів на половців
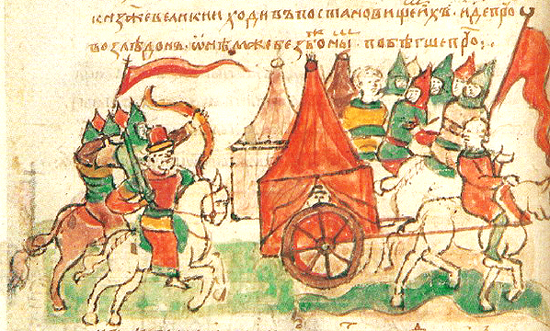
Руси гонять половців

### Грузія. Візантія
Половецькі орди із Сіверського Дінця відступили на схід, за Волгу. Після смерті хана Шарукана 40-тисячна орда, очолювана його сином Атраком, відкочувала на Кавказ, де вступила на службу до грузинського царя Давида IV. У Подніпров'ї половецькі орди на чолі з ханами Боняком і Тугорканом також здійснювали походи на Візантію та Руські землі.

### Монгольська навала
У 1220-х роках половці зіткнулися з Монгольською імперією. Під час першого монгольського походу на захід (1220—1224), українські половці зазнали поразок в битвах на Дону (1222) і Калці. У останній битві половці виступали в союзі з руськими князями. В ході другого монгольського походу на захід (1236—1242) уся Половецька земля опинилася під владою Монгольської імперії після поразки у 1239 році хана Беркуті в Приазов'ї та Криму, а з середини XIII ст. — Золотої Орди. Частина половців відкочувала з українських степів до Візантії, Болгарії, Волощини, Угорщини, Закавказзя і руських князівств.
У Золотій Орді половці займали провідні військові й управлінські посади, а їхня мова була мовою міжнаціонального спілкування. Серед видатних ординських темників половецького походження був Мамай Кият, предок українського шляхетського роду Глинських.
З XIV ст. згадки про половців як окремий народ зникають з руських джерел; вони розчинилися серед слов'янських і тюркських етносів Східної Європи та Центральної Азії. Хоча ще на початку XVI століття видатний ногайський поет і батир Досмамбет Азаули в своїх творах використовує слова «кипчак» і «ногай» як синоніми (наприклад, в поемі «Мій Косай»).

### Міграція

Прибуття половців до Угорщини («Ілюстрована хроніка», XIV ст.)

У 1150-х роках деякі половці почали переселятися до Болгарії. 1185 року вони очолили волосько-болгарське повстання проти Візантії, що призвело до створення Другого болгарського царства, із половецькими династіями Асєнів (1185—1280), Тертерів (1280—1323) та Шишманів (1323—1396).
1239 року, під тиском монголів зі сходу, деякі половецькі роди під проводом хана Котяна відкочували до Угорського королівства. Це спричинило конфлікт половців з угорською знаттю, внаслідок якого хан був убитий, а кочівники відійшли до Болгарії. 1246 року, після спустошливої монгольської навали, угорський король Бела IV вдруге запросив 40-60 тисяч половців до Угорщини і розселив їх між Тисою і Дунаєм, біля річок Кереш, Марош і Темеш. Переселенці утворили край Куманію, який від 1279 року до 1876 року користувався широкою автономією. Територіально половці поділялися на 7 родів, організованих у секи (sedes). Саме тут вони найдовше зберігали свою мову та культуру — ще 1744 року Стефан Варро, чи не останній половець, який знав мову своїх предків, прибув до Відня у складі половецько-язизького посольства до Марії-Терезії. Сліди присутності середньовічних половців збереглися в етнографічних групах сучасних угорців.
У 1251—1253 роках князь Данило Галицький дарував половцям хана Тегака землі на Берестейщині, для захисту північної Волині від нападів ятвягів та литовців. Кочовики заснували там 40 поселень й зберігали свою ідентичність до початку XVI ст. Після занепаду Руського королівства і приєднання Волині до Литви в XIV ст. ці поселення утворили окрему Половецьку волость у складі Берестейського повіту.

### Інше
1282 року з лівобережжя Тиси значні групи половців переселилися до Молдавії.
В Єгипті половці становили гвардію султана — мамлюків.

## Суспільство

### Влада
Кипчацька спільнота була децентралізованою суспільною «мережею». Її основою був рід, або «курінь». Рід складався з кількох сімей, що господарювали самостійно, але користувалися спільними пасовиськами та іншими угіддями — «кошем». Роди об'єднувалися в племена, а племена в союзи (орди).
Серед загальної кількості родів виділялися шляхетні — на чолі з беками та ханами (принаймні такий термін використовують в історіографії, в руських джерелах ханів називали князями, у візантійських — архонтами). Належність до аристократії позначали шийні гривни, а статус глави племені чи групи племен підкреслювала наявність бронзового казана.
Якщо хану вистачало харизми, сили і завзяття, він міг об'єднати навколо свого роду близьких і далеких сусідів для облаштування на певній території мирного життя та організації воєнних походів. Коли ж доля відверталася від хана, об'єднання швидко розсипалося на складові — племені й окремі роди, які, однак, вже невдовзі могли консолідуватися навколо іншого лідера.
Назовні сукупність половців виступала саме як конфедерація орд, або вождівств. Періодично та чи інша орда (Кай-оба — літописні Каєпичі; із початку ХІІ ст. Ольберлі — літописні Отперлюєви) висувалася на чільне місце, проте інституту центральної влади половці так і не виробили.
Водночас, завдяки втурішній гнучкості половецька «племінна мережа» змогла включити до себе не лише окремі іномовні племена (які згодом розчинилися в їхньому середовищі), а й осіле населення і навіть міста — степові містечка на кшталт Шаруканя (можливо, на місці сучасного Харкова) та Сугрова (отожнюється зі Змієвим), і поселення кримського узбережжя, такі як Ялта та Сугдея (Судак). Містянам було досить було вчасно сплачувати данину місцевому хану — і їхню громаду залишали у спокої, вона зберігала самоврядність, ще й могла розрахувати на захист кипчаків в разі нападу зовнішніх ворогів.
У другій половині 12 ст. окремі половецькі орди, які згадуються в давньоруських літописах під ім'ям Токсобичі, Єлтукови, Бурчевичі тощо, почали утворювати нові об'єднання, з яких найсильнішими і найорганізованішими були Придніпровське і Донське по річці Сіверський Дінець (Біла і Чорна Куманії). На чолі сіверо-донецького (донецького) об'єднання стояв рід відомого хана Шарукана. До цього роду належали також хани Сирчан, Отрок і Кончак.
На початку ХІІІ ст. серед голів причорноморських половців помітними були син померлого на той час Кончака Юрій Кончакович (із племені Ольберлі) і Котян (із племені Тертер-оба).
Ряд кам'яних статуй цього часу, виявлені в середній течії Сіверського Дінця, передають європеоїдні риси половецьких ханів і знаті. Обличчя у них овальні, ніс із горбинкою, вуса прямі або хвилясті.
Половці традиційно складали значну частину війська князів Русі. Їхня кіннота складалася з легкої, оснащеної луками і шаблями, та важкоозброєної, вдягненої в кольчуги і шоломи з забралом на обличчі, якими кипчаки наводили жах на ворогів. Вишкіл степових вершників тривав постійно — якщо не на війні, то під час полювання. Головну ставку половці робили на швидкий і несподіваний удар, після якого намагалися гнати і знищувати ворога, не даючи йому оговтатися.

### Економіка

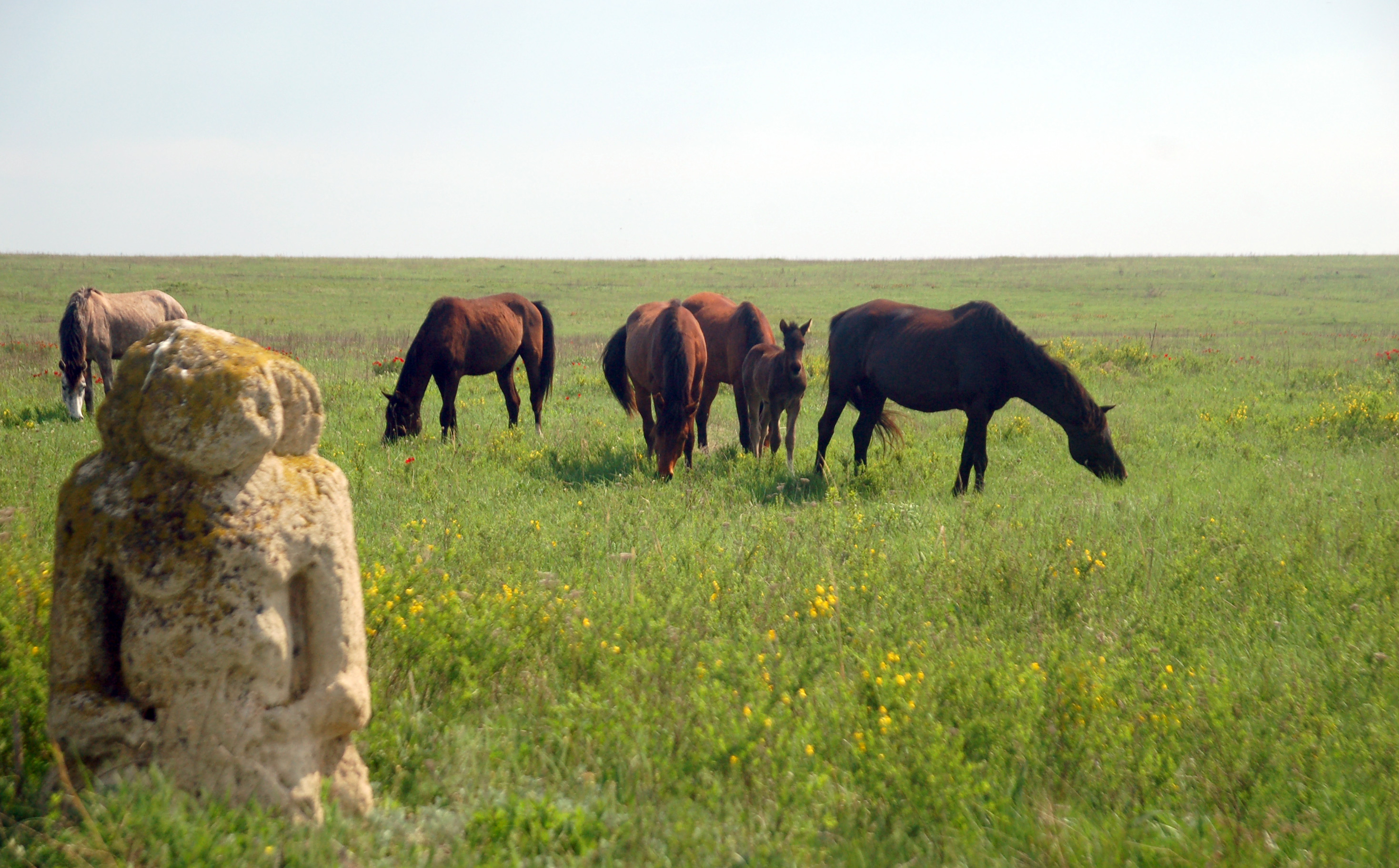
Випас коней у Хомутовському степу; на передньому плані — «половецька баба».

Основу господарства складало кочове скотарство — випас і розведення коней, великої та дрібної рогатої худоби; помітну роль грали рибальство та полювання. Щоб забезпечити худобу пашею, влітку кочували на півночі, ближче до лісостепу, а взимку на півдні, біля морського узбережжя. Половці використовували перезимівку худоби (зимівники)і заготівлю кормів на зиму.
Половці мали торговельні зв'язки з усіма своїми сусідами — Руссю, Угорщиною, Болгарією, Візантією (Херсоном і Судаком).

### Побут

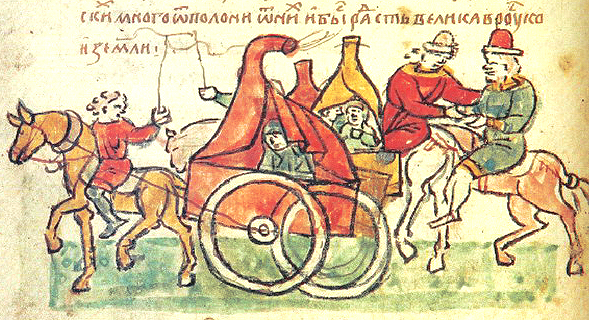
Пересувні юрти — вежі.

Матеріальну та духовну культуру половців розкривають археологічні пам'ятки — святилища й курганні поховання (найвідоміший — Чингульський курган).
Половці мешкали в юртах двох типів: наземних (терме) та встановлених на візки (отав) (вежа). Була розвинута обробка металу, шкіри, кістки, дерева, каменю. Половці виготовляли одяг із тканин та шкіри, взуття, ремінну упряж, валяли повсть, робили сідла та збрую, колісний транспорт, озброєння (шоломи, щити, шаблі, луки, ножі), прикраси (намисто, сережки, браслети, ланцюжки) тощо. Досягли майстерності у виготовленні кам'яної скульптури, використовували токарний верстат. Були знайомі з лікарською справою, вміли робити хірургічні операції на кістках. Серед речей, пов'язаних із кочовим побутом, — швайки, пряжки, ґудзики-бубонці, люстерка, глиняний (ліпний, кружальний та гончарний) посуд, кресала, ножиці, дерев'яні й металеві чаші.

### Етнічний склад
Населення Половецького степу було етнічно і мовно строкатим. Половці — узагальнююча назва великого конгломерату племен, переважна більшість яких була тюрками, але у складі були присутні і монгольські, і угро-фінські і навіть пізньо-сарматські (аланські). Тюрки були лише його «ядром», а кипчацька мова — говірка одного з племен, які входили до цієї спільноти, стала «лінгва франка», тобто мовою спілкування всередині спільноти — що поступово витіснила усі інші, зокрема й поширені у Причорномор'ї огурські і огузькі (залишилися лише релікти останніх в Придунав'ї та на південному узбережжі Криму).
За часів Золотої Орди панівне становище здобули монгольські роди (Кімек, Кай, Китай, Олберлю), але маса кочового населення залишилася тюркомовною, тоді як купці були іранського (Деремела-«Бродники»), вірменського або єврейського походження. Вірмени мали особливо тісні контакти з половцями — ще в XVI—XVII ст., навіть у церковних та судових справах вони вживали половецької мови, яку писали вірменським алфавітом; про це свідчать судові акти із Кам'янця-Подільського того часу.

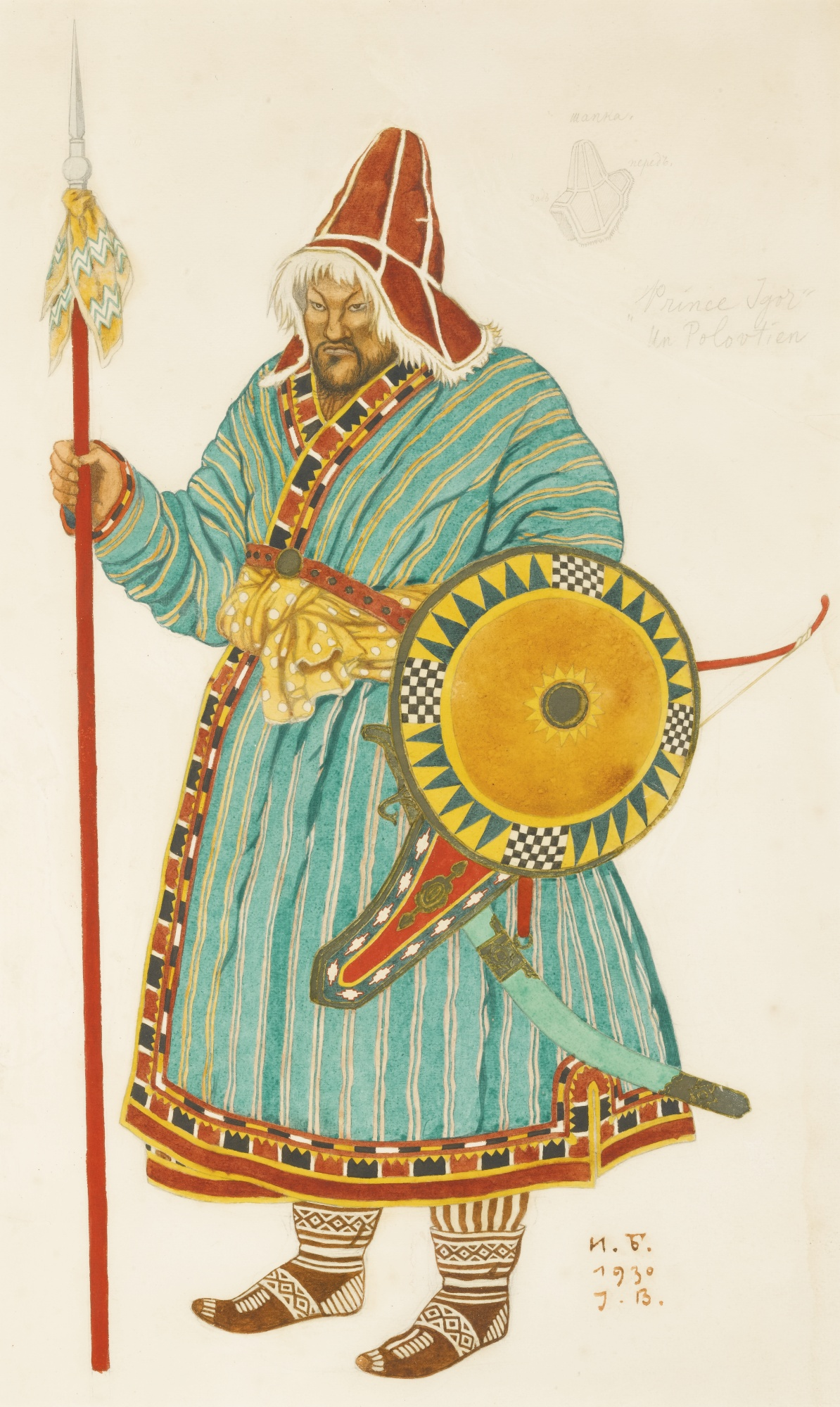
Половець
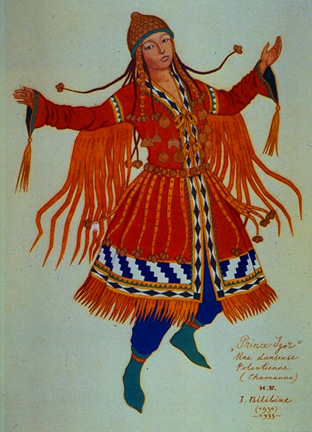
Половчанка
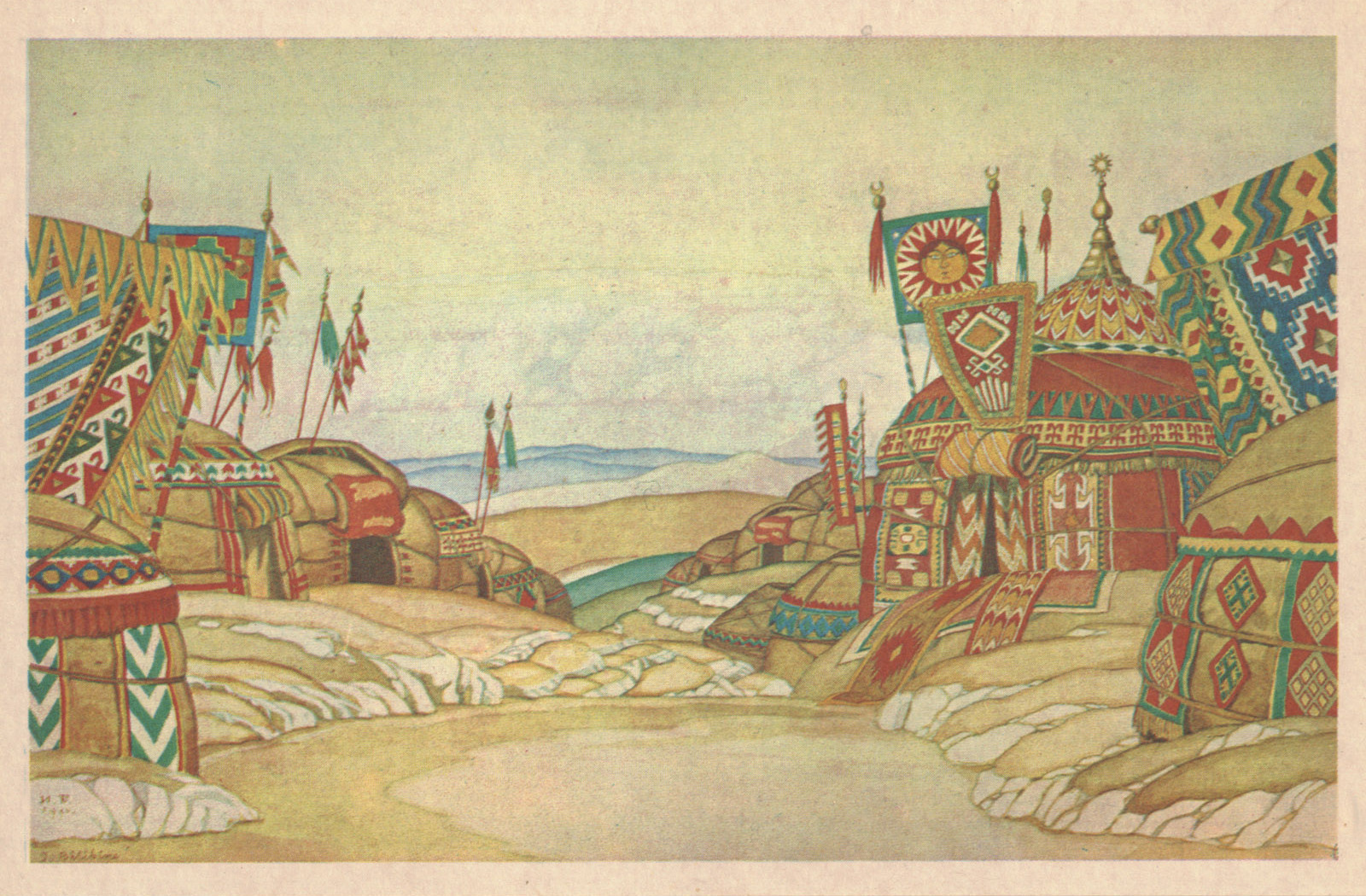
Половецький кіш

### Релігія

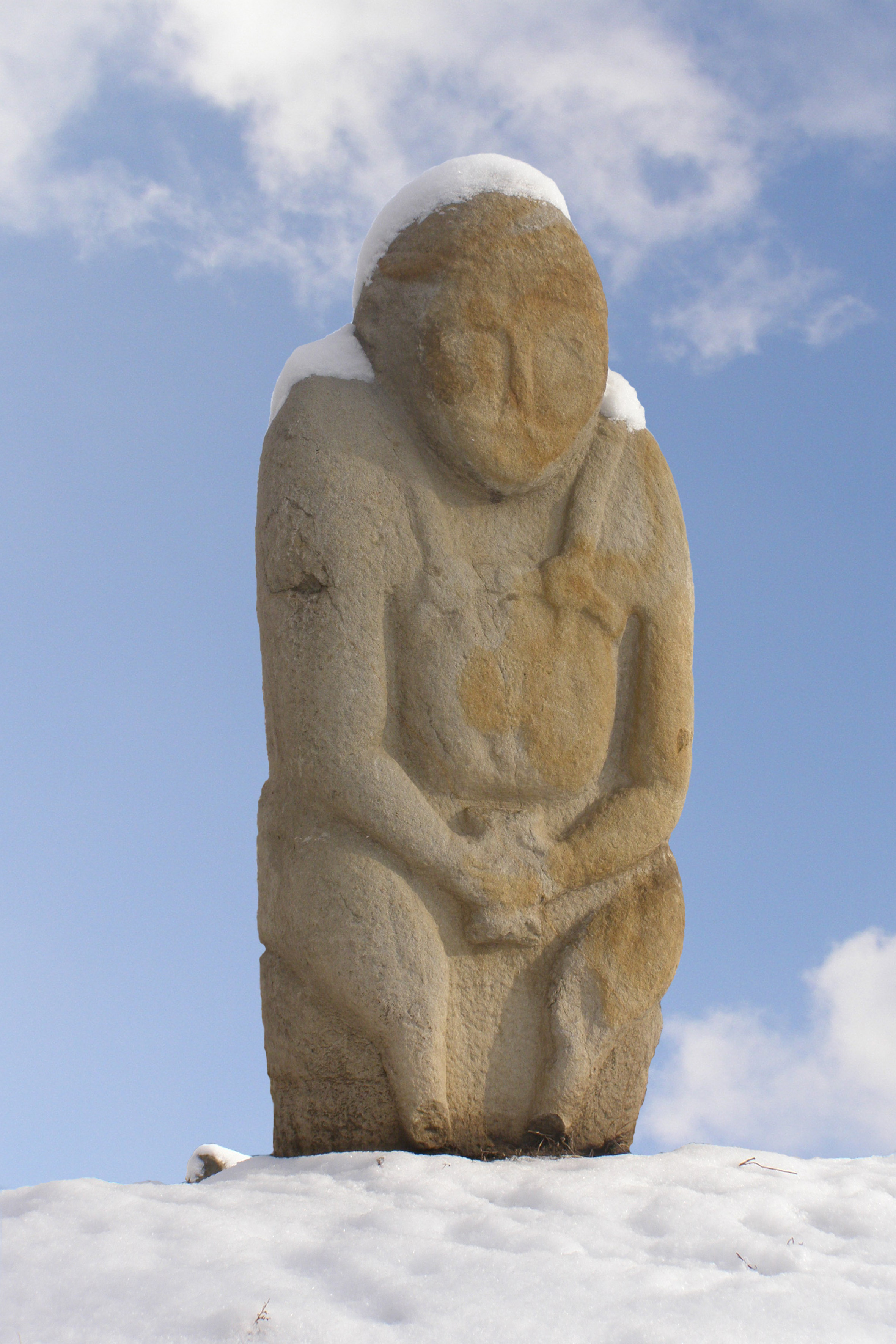
Половецька кам'яна баба

У половців панувала типова для степу релігійна терпимість. Верхівка сповідувала тенгріанство, яке поєднувалося із тюркським культом вовка та культом предків. Серед простих половців були поширені язичництво, маніхейство, несторіанство, іслам (середина ХІ ст.), караїмізм (з середини ХІІ ст.). Язичницькі культи відправляли шамани (ками), функції яких (камлання) могли виконувати і голови племен. Культ предків вилився у спорудження спеціальних кам'яних святилищ на вершинах курганів та встановлення кам'яних скульптур — так званих «половецьких баб», що уособлювали померлих. На теренах України зареєстрована велика кількість цих пам'яток, особливо в Донецькій, Луганській і Запорізькій областях. Половці вірили в потойбічне життя і в те, що в ньому похований отримував вищий соціальний статус, ніж за життя.
Із 2-ї половини ХІІ ст. серед половців почало поширюватися християнство — православ'я (під впливом русинів, болгар, греків) і католицизм (під впливом угорців, італійців і німців). З другої половини XIII ст. на Кримо-Азовському узбережжі діяла католицька місія, свідком діяльності якої залишився «Куманський кодекс».
У середині XIV ст. іслам став панівною релігією Золотої Орди, що прискорило ісламізацію половців. Ті з них, що не прийняли ісламу влилися в руську (українську) та московську (російську) мовну спільноти.
Інтеграція половців в руський (український) соціум почалася під час служби темника Мамая князям ВКЛ, в результаті чого був створений рід Глинських.

## Топоніміка

### Україна
Половці залишили помітний слід в українській топоніміці. Але досі половецьких назв не досліджено. Джерела знають низку сіл і містечок Половецьке, названих за іменем кочовиків. Місто Умань дістало назву від половців (куман), як і поселення Китайгород.
Багато назв, пов'язаних із половецькими діячами, знаходимо в межиріччі Донця та Дону: Змієве городище, Зміїв курган (на південь від Харкова), що названі від слов'янського перекладу імені Шарукана. Від Кобяка походять два городища: біля Змієва та дельти при усті Дону. Шлях, що сполучував Донець і Дніпро (у XVII—XVIII ст. — Коломак-Орчик) називався Кончаковим. На початку XVII ст. українські колоністи Слобожанщини застали ще у верхній течі Донця (по Торець на півдні) цілу систему половецьких юртів (не уживаних татарами), Святі гори поблизу Ізюма та Каґанський перевіз (із Каґанським колодязем) через Донець біля Чугуєва.

#### Населені пункти
- Великополовецьке (Сквирський район Київської області)
- Зміїв (Харківська область)
- Китайгород (Вінницька область, Дашівська селищна громада)
- Китайгород (Вінницька область, Тростянецька селищна громада)
- Китайгород (Дніпропетровська область, Дніпровський район)
- Китайгород (Хмельницька область, Кам'янець-Подільський район)
- Китайгородка (Дніпропетровська область, Томаківський район)
- Куманів (Хмельницька область)
- Куманівка (Вінницька область)
- Куманівці (Вінницька область)
- Малополовецьке (Фастівський район Київської області)
- Половецьке (Київська область, Богуславський район)
- Половецьке (Житомирська область, Бердичівський район)
- Половиця (Дніпропетровська область, історичний центр Дніпра)
- Умань (Черкаська область)

#### Географічні об'єкти
- Половиця (річка)

#### Топоніми
- Вулиця Половецька у містах України
- Провулок Половецький у місті Краматорськ
- У місті Харків є провулок Шаруканський. Названий на честь хана Шарукана

### Інші
- Половці (Польща, Підляське воєводство)
- Куманово (Північна Македонія)
- Куманово (Болгарія)
- Кипчак (Узбекистан)
- Копчак (Молдова)

## У культурі

### Відео-ігри
- 2018: Kingdom Come: Deliverance. Половці представлені як найманці угорського короля Сигізмунда, який спустошує Богемію в 1403 році.

### Музика
- Популярний фрагмент Половецькі танці з опери «Князь Ігор»

## Цікаві факти
- Порода традиційних українських вівчарок (комондора) має назву — «половецький собака»[17][18].
- Волоський господар Дракула належав до династії Басарабів, яка припускається мала половецьке походження[19][20].
- Праобразом гоголівського Вія, згідно з окремими етнодослідженнями, був половецький хан Боняк, «шолудивий Буняк», який 1069 року здійснив напад на Київ.[21]
- Хан Кончак, який 1185 року розбив і полонив на річці Каялі головного героя «Слово о полку Ігоревім» князя Ігоря Святославича, згодом став тестем його старшого сина.
- Половецький хан Котян, який втягнув Русь у протистояння з Монгольською імперією, 1237 року втік зі спільниками до Угорщини, де дав початок половецькій автономії, що проіснувала більше півтисячоліття.
- Половці часто укладали шлюби з Руссю; руські князі Святополк Ізяславич, Рюрик Ростиславич, Мстислав Удатний, Ярослав Всеволодович мали за дружин доньок половецьких ханів.
- Синами половчанок були численні руські князі: київські Ігор Ольгович, Юрій Долгорукий, Гліб Юрійович, Всеволод Чермний; чернігівські Святослав Ольгович, Мстислав Святославич; переяславський Андрій Добрий; сіверський Олег Святославич; галицький Олег Ярославич; білгородський Борис Юрійович; турівський Ізяслав Святополкович; володимирський Андрій Боголюбський.
- Назва київського острова Труханів походить від імені половецького хана Тугоркана.
- У «Трактаті про дві Сарматії» (1517) польський історик Матвій із Міхова ототожнював половців із готами[22].